# Südkanal (Hamburg-Hammerbrook)
Der Südkanal ist ein Kanal in den Hamburger Stadtteilen Hammerbrook und Hamm, der die umliegenden Industrie- und Hafengebiete erschließt. Nach dem Hamburgischen Wassergesetz ist er als Gewässer erster Ordnung klassifiziert. Der Kanal erhielt seinen Namen, weil er sich im Süden von Hammerbrook befindet (südlich von Nordkanal und Mittelkanal). Der Nordkanal wurde nach dem Zweiten Weltkrieg zugeschüttet und mit der heutigen Nordkanalstraße überbaut.
Der Südkanal wurde nach dem Hamburger Brand von 1842 nach Plänen von William Lindley errichtet und war Teil eines umfassenden Kanalprojektes zur Erschließung des Hammerbrooks. Ursprünglich reichte er nur bis zum Hochwasserbassin, wurde aber nach 1880 zusammen mit dem Mittelkanal weiter nach Osten verlängert.
Die Passage über den Mittelkanal zum Oberhafen und zur Elbe über die Hammerbrookschleuse ist wegen Bauarbeiten derzeit (2019) nicht möglich, es besteht allerdings ein Übergang über das Hochwasserbassin und über die Bille und damit über die Tiefstackschleuse oder die Brandshofer Schleuse zur Elbe.

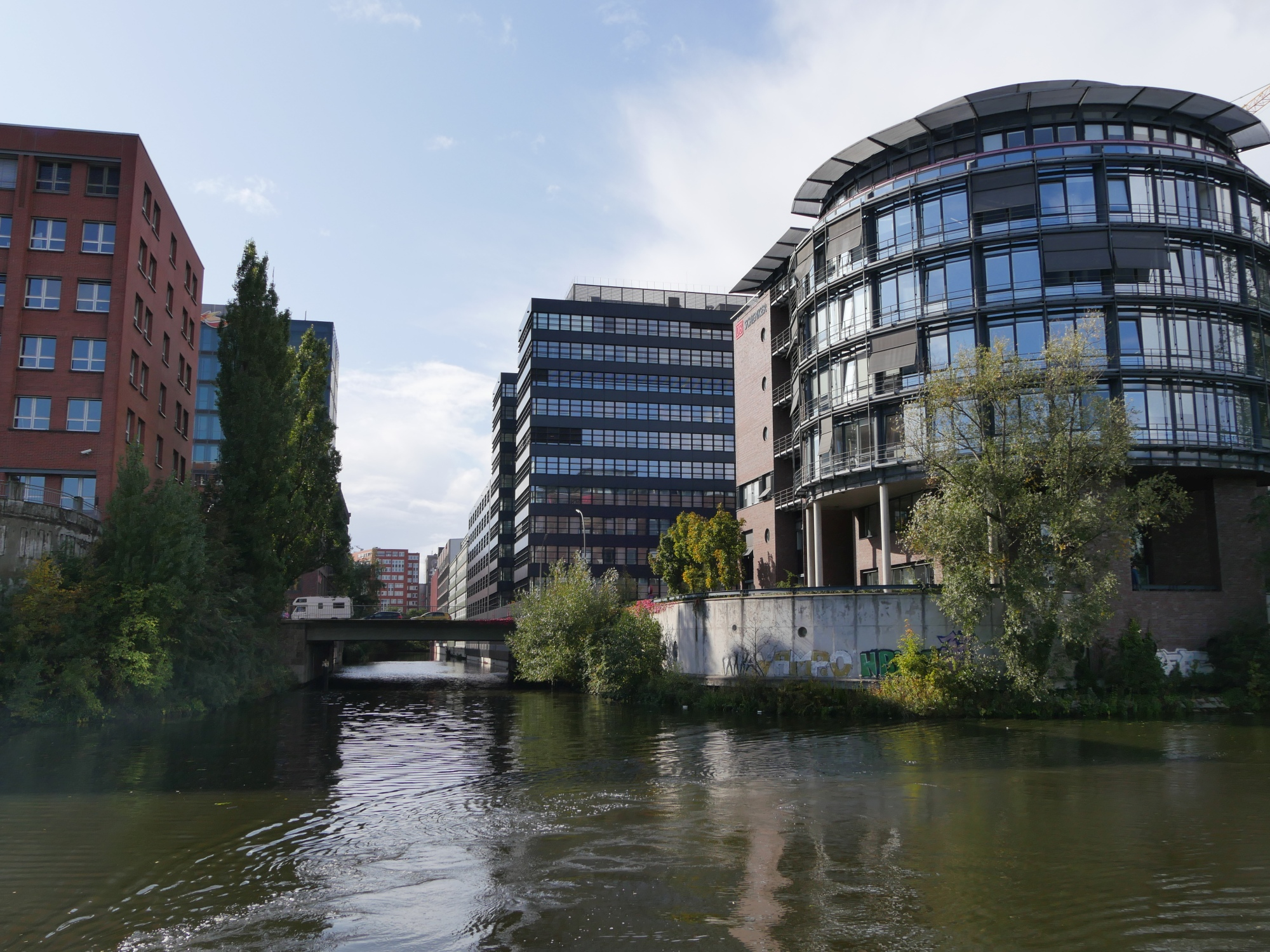
Dritte Heidenkampbrücke und Hochwasserbassin
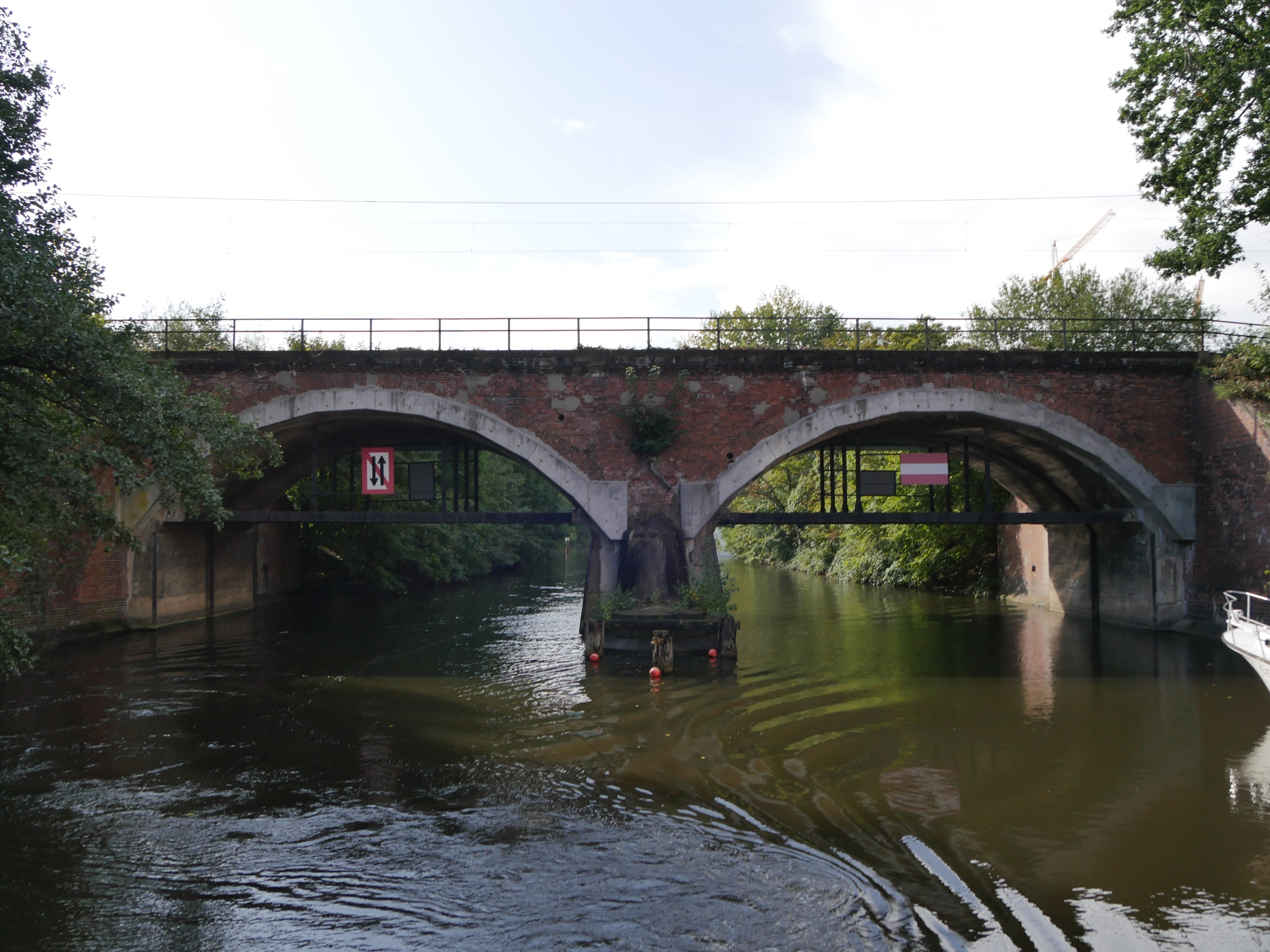
Eisenbahnbrücke über den Südkanal
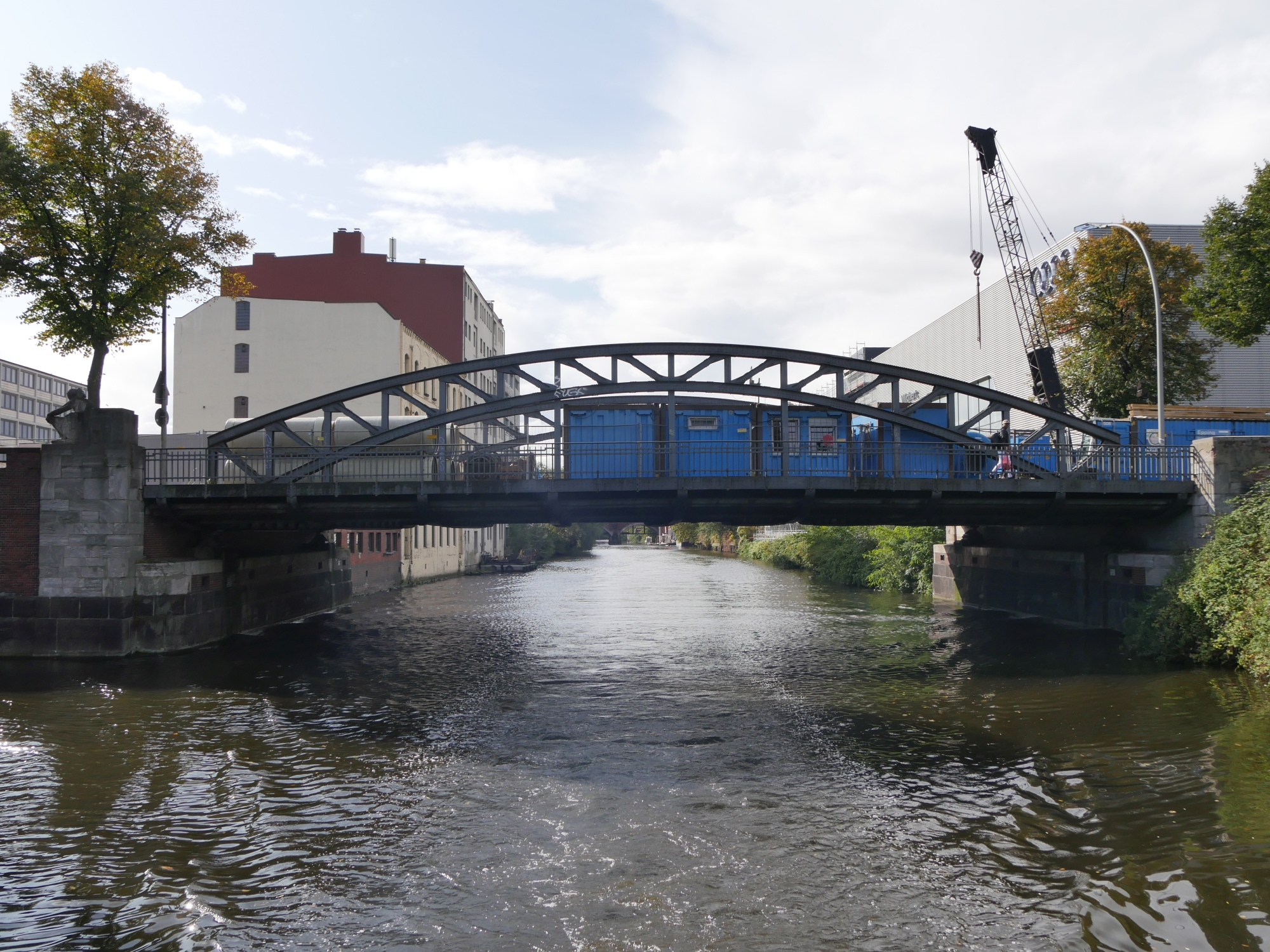
Zweite Ausschläger Brücke
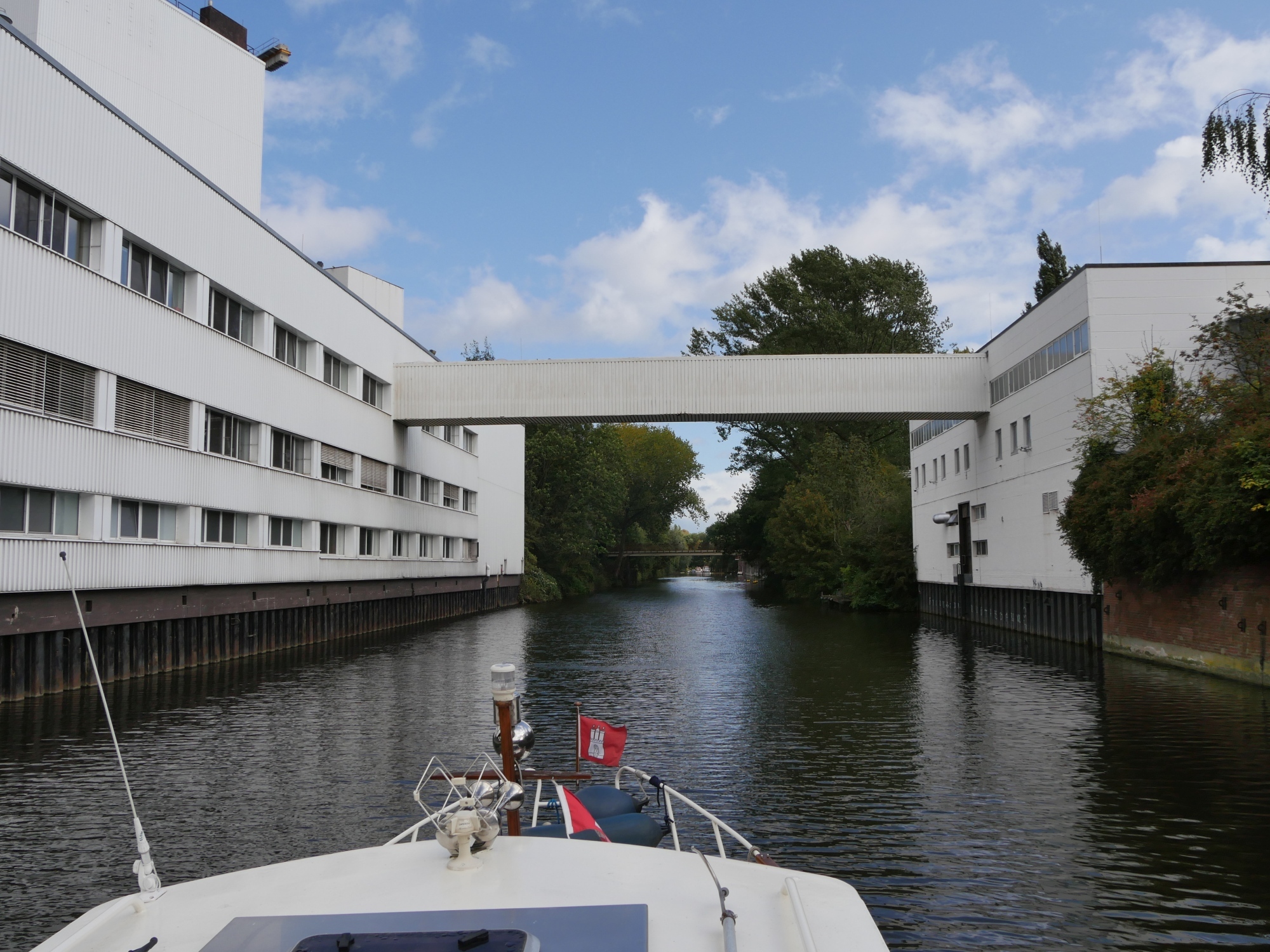
Werksgelände Tchibo mit Brücke

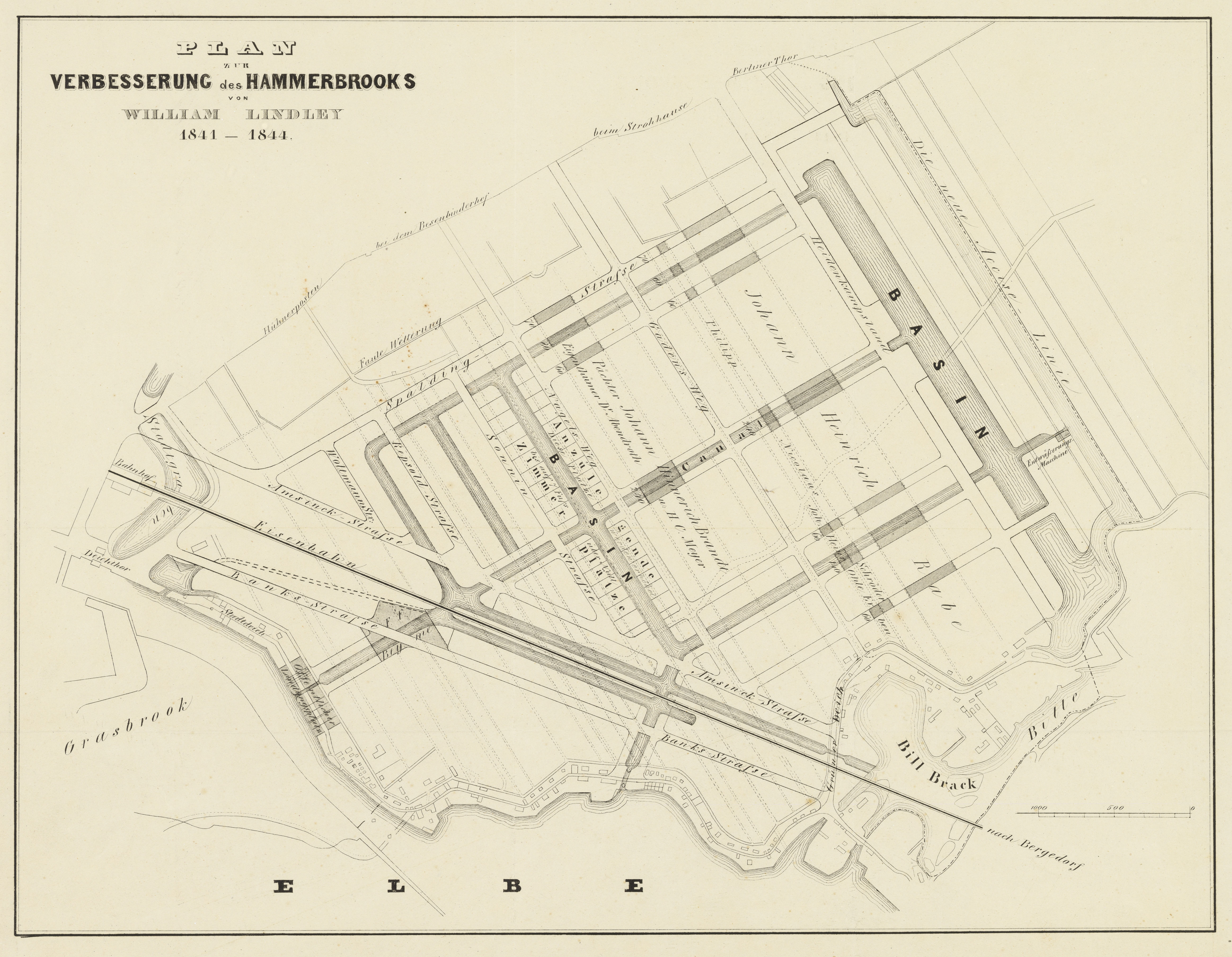
Plan von William Lindley (1844)